# 菊池岳仁
菊池 岳仁（きくち たけと、2000年6月7日 - ）は、競輪選手。長野県諏訪郡原村出身。日本競輪選手会新潟支部所属（登録地は長野県）。日本競輪選手養成所（以下、養成所）第117期生。師匠は等々力久就（98期）。ホームバンク（練習地）は松本市美鈴湖自転車競技場。

## 来歴
小学校1年時よりスピードスケートに取り組み、原村立原中学校時代には体力強化の一環として取り組んでいた陸上競技の800mで全日本中学校陸上競技大会に出場、長野県岡谷南高等学校に入学後もスピードスケートの活動を継続していたが、同校3年時に自転車競技に転向。
2019年1月、養成所第117回生入所試験に合格し、5月に養成所に入所。第1回記録会、第2回記録会と連続してゴールデンキャップを獲得。この結果を受け、養成所は寺崎浩平とともに早期卒業候補者に選定した。その後、寺崎とともに早期卒業の認定を受け、12月25日に養成所初となる早期卒業を果たした。
2020年1月19日、岐阜競輪場でデビューし初勝利。同開催では3日間全て1着で完全優勝を果たす。2021年上期にS級へ初昇級。同年8月のオールスター競輪では選手選考委員会による推薦を受け、GIに初出場した。翌9月の函館でS級初優勝、2022年上期には初のS級1班格付けとなった。同年12月28日のヤンググランプリ（平塚競輪場）では、デビュー後初の番手周りとなり、連係した吉田有希の3コーナー捲りを差して優勝した。
2023年の全日本プロ選手権自転車競技大会（富山競輪場）の1kmタイムトライアルで、1分03秒137の大会新記録で優勝。同大会ではチームスプリントでも優勝した。
2024年の全日本プロ選手権自転車競技大会（高知競輪場）の1kmタイムトライアルで、1分03秒092と自身の記録を更新する大会新記録で同種目2連覇。